# Raphaël Schellenberger
Pour les articles homonymes, voir Schellenberger.
Raphaël Schellenberger, né le 14 février 1990 à Mulhouse (Haut-Rhin), est un homme politique français. En 2017, il est élu député de la quatrième circonscription du Haut-Rhin.

## Biographie

### Jeunesse et études
Raphaël Schellenberger suit un cursus universitaire de science politique à l'université de Strasbourg, puis se spécialise en administration des collectivités territoriales et obtient son master en 2013 à l'Institut d'études politiques de Strasbourg.

### Engagement au sein du parti UMP puis LR
Membre du parti politique Les Républicains depuis 2008, il rejoint la direction nationale du parti en 2019, en qualité de secrétaire général adjoint. En 2014, à l'âge de 24 ans, il est élu maire de Wattwiller et devient le plus jeune maire d’Alsace.
En novembre 2018, il intègre l’équipe thématique des Républicains au sein de laquelle il est chargé de l’étude des questions d’énergie.
En octobre 2019, il est nommé membre de l’équipe dirigeante et devient secrétaire général adjoint des Républicains chargé de la formation, de l’école des cadres et de l'Alsace.

### Élections municipales
En 2014, il remporte les élections municipales dans sa commune natale de Wattwiller, face au sénateur-maire Jacques Muller sortant. À 24 ans, il devient ainsi le plus jeune maire d’Alsace.
À la suite de la loi sur le non-cumul de mandat, il cède son fauteuil de maire et devient conseiller municipal délégué.
En mars 2020, la liste du maire sortant Maurice Busche sur laquelle il figure est battue par la liste de Mathieu Ermel, ne recueillant que 41,40 % des suffrages.

### Élections départementales
En 2015, il est élu conseiller départemental du canton de Cernay. Au sein de l’institution, il préside le groupe majoritaire. En 2021, il est élu conseiller d'Alsace, et représente le canton de Cernay à la Collectivité européenne d'Alsace, avec sa binôme Annick Lutenbacher.

### Carrière de député
En juin 2017, candidat du parti Les Républicains, il remporte le second tour des élections législatives dans la quatrième circonscription du Haut-Rhin. Il bat la candidate LREM Aurélie Tacquard, qui l'avait devancé lors du premier tour.
En mars 2019, il est nommé membre de l’Assemblée parlementaire franco-allemande chargée de veiller à l’application des traités de l’Élysée et d’Aix-la-Chapelle et de suivre toutes questions intéressant les relations franco-allemandes.
Raphaël Schellenberger est nommé en octobre 2022 président de la commission  d'enquête parlementaire visant à établir les raisons de la perte de souveraineté et d'indépendance énergétique de la France.
Soutien d'Aurélien Pradié au premier tour du congrès des Républicains de 2022, il se range derrière Éric Ciotti pour le second tour.
Après la dissolution de l'Assemblée nationale le 9 juin 2024, il se présente aux législatives sous l'étiquette LR. Il considère le ralliement d'Éric Ciotti au RN comme une trahison et souligne qu'il ne s'engagera « jamais dans une alliance avec l'extrême droite ».